# كريس وود (ممثل)
كريس وود (بالإنجليزية: Chris Wood )‏ (و. 1988  م) هوممثل أفلام، وممثل تلفزي أمريكي، ولد في دبلن، أوهايو، بدأ مشواره المهني سنة 2010.

## التعليم
تعلم في جامعة إيلون.

## وصلات خارجية
- كريس وود على موقع IMDb (الإنجليزية)
- كريس وود على موقع روتن توميتوز (الإنجليزية)
- كريس وود على موقع ألو سيني (الفرنسية)
- كريس وود على موقع قاعدة بيانات برودواي على الإنترنت (الإنجليزية)
- كريس وود على موقع قاعدة بيانات الفيلم (الإنجليزية)
- كريس وود على موقع كينوبويسك (الروسية)

- كريس وود في قاعدة بيانات الأفلام على الإنترنت